# Ordinary Corrupt Human Love
Ordinary Corrupt Human Love – czwarty album studyjny amerykańskiego zespołu Deafheaven, który został wydany 13 lipca 2018 roku przez wydawnictwo ANTI-. Inspiracją dla tytułu albumu była powieść Grahama Greena z 1951 roku Koniec romansu.

## Wydanie i promocja
30 stycznia na stronie społecznościowej Deafheaven opublikowano zdjęcie przedstawiające zespół w trakcie nagrywania albumu. Informacja o prowadzonych nagraniach w studiu 25th Street Recording w Oakland pod pieczą długoletniego współpracownika i producenta Jacka Shirleya została wkrótce potwierdzona na stronie portalu Pitchfork. 18 kwietnia został wydany pierwszy singiel promujący nadchodzący album pt. "Honeycomb". Następnego dnia zespół zapowiedział wydanie nowego albumu oraz rozpoczęcie trasy towarzyszącą jego premierze. Drugi singiel "Canary Yellow" został wydany 12 czerwca. 5 lipca amerykański nadawca radiowy NPR jako jedyny w sieci udostępnił album do bezpłatnego streamingu. 13 lipca album został oficjalnie wydany w formacie płyty CD, płyty winylowej oraz udostępniony do pobrania ze sklepów internetowych oraz w mediach strumieniowych przez stronę wydawnictwa ANTI-.

## Oceny krytyków
Według strony Metacritic na podstawie 26. recenzji zebranych z mainstreamowych publikacji płyta Ordinary Corrupt Human Love otrzymała średnią ocenę 85 na 100 punktów, co wskazuje na "powszechne uznanie" albumu.
Zdaniem dziennikarza Evana Lillyego z magazynu internetowego The Line of Best Fit "Ordinary Corrupt Human Love nie jest płytą idealną, ale muzyka Deafheaven pozostaje urzekająca", i dalej rozwija: "Nie odżegnując się od swoich blackmetalowych korzeni, Deafheaven czerpie z delikatniejszej i bardziej eksperymentalnej strony swojego kunsztu artystycznego, by stworzyć jeden z najbogatszych dźwiękowo i najbardziej przestrzennych metalowych albumów roku. Will Richards z magazynu DIY stwierdził: "Deafheaven w końcu czuje się wygodnie w swych wielu, różnych wcieleniach. A ich przeciwstawne sobie światy płynnie się wiążą". Podsumował swoją ocenę stwierdzając, że album: "czyni zespół nową potęgą wykraczającą poza ramy gatunkowe, umacniającą swoją pozycję jako spoiwo mainstreamu i muzyki niezależnej. TJ Kliebhan ze strony Consequence of Sound zauważa, że album zawiera "poruszające i emocjonalne momenty oraz ostre wykonania, podparte pewnością z jaką zespół rozciąga swą strefę komfortu i czyni to z sukcesem", by kontynuować: "ten album to świeży powiew bez porzucania pierwotnej mechaniki zespołu". James McMahon z gazety NME napisał: "wybitność Deafheaven długo pozostawała uzależniona od poszukiwania prawdy o kierunku, w którym zespół zmierza, tak jak nieprzewidywalny pozostaje efekt dokumentarzysty przed rozpoczęciem edycji swej pracy. Utwory są brudne i chłodne, często pozbawione światła, lecz jak źdźbło trawy przebijające się przez szczelinę w chodniku, coś przypomina o nadziei. Sugestia, że może pozostało coś więcej".

### Nagrody
| Przyznał | Nagroda                         | Miejsce | Przypis |
| -------- | ------------------------------- | ------- | ------- |
| Decibel  | Decibel's Top 40 Albums of 2018 | 14      | [ 14 ]  |

## Lista utworów
Wszystkie utwory autorstwa Deafheaven.
| Nr | Tytuł utworu       | Długość |
| -- | ------------------ | ------- |
| 1. | „You Without End”  | 7:36    |
| 2. | „Honeycomb”        | 11:04   |
| 3. | „Canary Yellow”    | 12:17   |
| 4. | „Near”             | 5:28    |
| 5. | „Glint”            | 10:57   |
| 6. | „Night People”     | 4:07    |
| 7. | „Worthless Animal” | 10:07   |
|    |                    | 1:01:36 |

Dodatkowe informacje
- "You Without End" obejmuje cytat z fragmentu krótkiego opowiadania Black and Borax autorstwa Toma McElraveya. Tekst czytała Nadia Kury.
- W utworze "Night People" głosu użyczyli Chelsea Wolfe i Ben Chisholm. Duet współpracował również przy produkcji piosenki.

## Twórcy
Lista sporządzona na podstawie wkładki dołączonej do albumu Ordinary Corrupt Human Love.
Deafheaven
- George Clarke – wokal, pianino, instrumenty klawiszowe
- Kerry McCoy – gitara
- Daniel Tracy – perkusja
- Shiv Mehra – gitara
- Chris Johnson – gitara basowa

Współpracownicy
- Jack Shirley – produkcja, inżynieria dźwięku, miksowanie, mastering
- Nadia Kury – lektorka (utwór 1.)
- Chelsea Wolfe – wokal wspierający, wsparcie produkcyjne (utwór 6.)
- Ben Chisholm – wokal wspierający, wsparcie produkcyjne (utwór 6.)
- Nick Steinhardt – oprawa graficzna
- Sean Stout – zdjęcia

## Notowania
| Notowanie                          | Najwyższa pozycja |
| ---------------------------------- | ----------------- |
| Australian Albums (ARIA)           | 54                |
| Belgian Albums (Ultratop Flanders) | 90                |
| German Albums (Offizielle Top 100) | 23                |
| Scottish Albums (OCC)              | 47                |
| UK Albums (OCC)                    | 99                |
| US Billboard 200                   | 111               |